# ベニサンショウクイ
ベニサンショウクイ （学名：Pericrocotus solaris）は、スズメ目サンショウクイ科に分類される鳥類の一種。

## 分布
東南アジア、南アジア

## 形態
特徴は写真参照。

## 絶滅危惧評価
- LEAST CONCERN (IUCN Red List Ver. 3.1 (2001))
[1]

## 参照・注釈
1. ↑  Pericrocotus solaris  (Species Factsheet by BirdLife International)